# Ellen Gabriel
Ellen Gabriel (née en 1959), aussi connue sous le nom Katsitsakwas, est une militante et une artiste mohawk de la nation Kanehsatà:ke - clan de la tortue, connue pour son implication en tant que porte-parole officiel, choisi par le peuple de la Maison longue, au cours de la crise d'Oka,,.

## Biographie
En mars 1990, elle rejoint le mouvement contre l'expansion du parcours de golf d'Oka au Québec. Cet événement s'est finalement intensifié avec la crise d'Oka. Afin de sensibiliser la population à la crise, elle a voyagé à l'échelle internationale, y compris des visites à La Haye, à Strasbourg et au Japon. À cette même époque, au mois de mai 1990, elle a reçu un baccalauréat en beaux-arts de l'Université Concordia.
En 1993 est sorti le documentaire Kanehsatake : 270 ans de résistance d'Alanis Obomsawin ; elle prend une place importante dans le film,.
Une décennie après que la crise eut été réglée, elle a travaillé comme professeur d'art à l'école d'immersion mohawk.
En 2004, elle a été élue présidente de l'Association des femmes autochtones du Québec. Elle a occupé le poste jusqu'en décembre 2010. Pendant son mandat, elle a apporté des modifications à la loi sur les Indiens sous la forme du projet de loi C-3.
Le 19 mai 2009, elle a prononcé un discours à la huitième session de l'Instance permanente sur les questions autochtones des Nations unies.
Du 11 au 15 juillet 2011, elle a prononcé un discours à la quatrième session du Mécanisme d’experts sur les droits des peuples autochtones.
À l'été 2012, elle a participé à la course pour devenir chef national de l'Assemblée des Premières nations. Elle passa au second tour de scrutin où elle a été éliminée en raison de la désinformation qui circulait dans l'assemblée selon laquelle elle s'était retirée et avait donné ses votes à Shawn Atleo. 
Le 7 mai 2013, en ce qui concerne le projet de loi S-2, elle a prononcé un discours à la 41e législature, 1re session au Comité permanent de la condition de la femme,.

## Distinctions
- Prix Golden Eagle de l'Association des femmes autochtones du Canada, 2005
- Prix de la Journée internationale des femmes du Barreau du Québec
- Prix Jigonsaseh des femmes de paix, 2008